# Мела, Наталия
Наталия Мела  (греч. Ναταλία Μελά, Кифисия, Афины, 10 июля 1923 — 14 апреля 2019) — греческий скульптор.

## Биография
Наталия Мела родилась и выросла в состоятельной и известной греческой семье. Она внучка Павлоса Меласа (одного из самых известных македономахов, ставшего в начале XX века символом борьбы за воссоединение Македонии с Грецией) и Наталии Драгуми. Мать её была дочкой Иоанна Песмазоглу, одного из основателей Национального банка Греции. Бабушка её была из рода Драгумисов и Ион Драгумис приходился ей (бабушке) братом.
В 1942 году Наталия поступила в Афинскую высшую школу изящных искусств, где преподавателями у неё были Константинос Димитриадис и Михалис Томпрос. Одновременно она работала в мастерской у Танасиса Апартиса.
Завершив учёбу в 1948 году, она работала некоторое время с преподавателем Димитрисом Пикионисом над надгробной стелой  митрополита Хрисанфа и, позже, над Памятником павшим в Леонтио, Немеи, Пелопоннесе. Дальнейшими её работами стали бюсты Стефаноса Драгумиса в Заппионе и Георгиоса Песмазоглу в Национальном банке Греции.
В 1945 году Наталия открыла свою мастерскую, которая стала местом встречи известных художников и литераторов Никоса Эггононопулоса, Янниса Царухиса, Андреаса Эмпирикос и Янниса Моралиса. Наталия Мела приняла участие в создании художественной группы "Армос" (греч. «Αρμός» -Сочленение) .
В 1951 году Наталия вышла замуж за известного архитектора Ариса Константинидиса (1913—1993). В браке родилось двое детей:
- Димитрис Константинидис, также архитектор,
- Александра Цукала, светодизайнер.

С замужеством Наталия, в течение 10 лет, перестала работать скульптором, занимаясь только декорациями в Театре Искусства Каролоса Куна
.

## Работы
Наталия Мела первоначально работала с мрамором и камнем, но в конце 1960-х, после возвращения из Парижа, где она научилась работать с газорезкой, совершила поворот к металлу, приобщившись к абстрактному искусству, господствующему тогда на Западе . Использует готовые металлические материалы и инструмент, приобретая их на старой торговой улице (богини) Афины. Черпает свои темы из природы — птицы, животные, и из греческой мифологии
.
Среди множество её работ перечисляются:
- Бюст Стефаноса Драгумиса (1950. мрамор, Афины — Заппион)
- Бюст македономаха Мелас, Павлос (1952, Фессалоники).
- Бюст Георгиоса Песматзоглу (1955, Афины — Национальный Банк Греции).
- Греческий воин (1960, мрамор).
- Новая Мифология (1961, сталь)
- Сатир (1962, бронза).
- Быки (1975, полиэстер).
- Семья (три козы), Сад президентского дворца .
- Андрия, София, Докса (греч. Ανδρεία, Σοφία, Δόξα — Мужество, Мудрость, Слава (скульптура на открытом воздухе , Пеания , Аттика ).
- Бубулина, Ласкарина (остров Спеце).
- Кивели Κυβέλη (мраморная статуя, высота 2.35 м. Сад Культурного центра муниципалитета Афин, 1992 год).
- Памятник павшим на острове Имия (1996, Афины — Площадь Павлоса Меласа).

Наталия Мела представила свои работы на персональных выставках в Афинах (1963 и 1964), в Вене (1965), Нью-Йорке (1970), а также на международных выставках Биенале в Сан Паоло, Бразилия (1965), в Париже — Salon de la jeune sculpture (1967, 1976). Её работы находятся в публичных местах и в частных коллекциях в Греции и за границами страны..